# Amphijubula
Amphijubula là một chi rêu trong họ Jubulaceae.